# Professor Green
Stephen Paul Manderson, med artistnamnet Professor Green, född 27 november 1983, är en engelsk rappare. Han blev känd när han vann JumpOff Myspace och vann 50 000 brittiska pund  
År 2009 samarbetade han med sångerskan Lilly Allen. 